# 2017년 미국
다음은 2017년 미국에서 일어난 사건들을 정리해 놓은 문서이다.

## 사건
- 1월 4일 - 오전 8시 40분경 뉴욕의 최대 통근열차 노선 롱아일랜드 레일로드의 한 열차가 애틀랜틱 터미널 역에서 탈선하여 100여명이 다쳤다.
- 1월 6일 - 플로리다주 포트로더데일 포트로더데일 공항에서 총기 난사 사건이 발생해 5명이 사망하고 8명이 부상을 입었다.
- 1월 20일 - 도널드 트럼프가 제45대 대통령으로 공식 취임하였다.
- 1월 27일 - 도널드 트럼프 대통령이 미국의 반 이민 행정 명령에 서명하면서 이란, 시리아, 이라크등 7개 국가 출신의 무슬림 이민자들의 비자 발급 및 입국을 금지하였다.
- 3월 6일 - 주한미군이 조선민주주의인민공화국의 탄도 미사일 위협에 대응한 THAAD(종말고고도지역방어) 대탄도 미사일 체계를 대한민국에 전격적으로 배치하였다.

## 사망
- 1월 12일 - 작가 윌리엄 피터 블래티
- 1월 15일 - 프로레슬링선수 지미 스누카
- 1월 16일 - 우주비행사 유진 서넌
- 1월 19일 - 배우 미겔 페러
- 1월 25일 - 배우 메리 타일러 무어
- 2월 7일 - 배우 리처드 해치
- 2월 11일 - 농구선수 팹 멜로
- 2월 12일 - 가수 알 재로
- 2월 21일 - 경제학자 케네스 애로, 작곡가 및 지휘자 스타니스와프 스크로바체프스키
- 2월 26일 - 영화배우 빌 팩스턴
- 3월 3일 - 가수 토미 페이지
- 3월 18일 - 가수 척 베리
- 3월 20일 - 사업가 데이비드 록펠러
- 4월 6일 - 영화배우 돈 리클스